# Curse: The Eye of Isis
Curse: The Eye of Isis — компьютерная игра в жанре survival horror, разработанная британской студией Asylum Entertainment и изданная компаниями DreamCatcher Interactive и Wanadoo для Xbox, PlayStation 2 и Windows. Она была выпущена в США для Windows в октябре 2003 года и для Xbox в апреле 2004 года. Версия для PlayStation 2 была выпущена только в Европе.
Атмосферная обстановка, игровой процесс, фиксированные ракурсы камеры и необходимость экономить боеприпасы схожи как с ранними играми серии Resident Evil, так и с многими другими архетипическими представителями жанра survival horror вроде ObsCure и Silent Hill.
Версия игры для Xbox очень недолго была обратно совместима с Xbox 360, но была удалена из списка из-за сбоев 1 декабря 2005 года. Игра остаётся неиграбельной на этой системе.

## Сюжет
Действие игры разворачивается в викторианском Лондоне 1890-х годов. Виктория Саттон приглашает своего друга детства Дариена Дейна посетить египетскую выставку в Британском музее, где будет представлена древняя и ценная статуя, известная как «Око Исиды», найденная отцом Дариена, археологом доктором Стэнли Дейном. Однако по прибытии он обнаруживает, что музей закрыт, поскольку в него входят воры, чтобы украсть статую, и снимается мощное проклятие, которое возвращает мумий и других мертвецов к жизни. Дариен также проникает в музей и, заручившись помощью Абдула Вахида, друга своих родителей, сталкивается с головорезами, мумиями и ожившими существами, стремясь спасти свою подругу и снять проклятие.

## Критика
| Сводный рейтинг    | Сводный рейтинг | Сводный рейтинг |
| Издание            | Оценка          | Оценка          |
| Издание            | PC              | Xbox            |
| ------------------ | --------------- | --------------- |
| GameRankings       | 59,00 %         | 60,15 %         |
| Metacritic         | 63/100          | N/A             |
| Иноязычные издания |                 |                 |
| Издание            | Оценка          | Оценка          |
| Издание            | PC              | Xbox            |
| CVG                | 5,7/10          | N/A             |
| GameSpot           | 6,8/10          | N/A             |
| GameSpy            | [ 10 ]          | N/A             |
| GameZone           | 7,3/10          | N/A             |
| IGN                | 7,8/10          | N/A             |
| Just Adventure     | D               | N/A             |

После релиза игра получила смешанные отзывы.
TeamXbox дал неоднозначный отзыв, назвав это «средней» игрой, но что, «будучи бюджетным тайтлом, геймеры обнаружат, что Curse — один из самых солидных тайтлов, и оно стоит двадцати баксов».
Game Informer оставил негативный отзыв, сравнив игру с «фильмом ужасов категории „Б“», и заявил, что «меню громоздкое, карта бесполезная, а бои слишком просты», хотя элементы управления были отмечены как выше среднего, особенно по сравнению с серией Resident Evil.